# Phantasca
Phantasca is een geslacht van Phasmatodea uit de familie Diapheromeridae. De wetenschappelijke naam van dit geslacht is voor het eerst geldig gepubliceerd in 1906 door Redtenbacher.

## Soorten
Het geslacht Phantasca omvat de volgende soorten:
- Phantasca phantasma (Westwood, 1859)
- Phantasca puppeius (Westwood, 1859)
- Phantasca valgius (Westwood, 1859)